# Lasiopleura gregalis
Lasiopleura gregalis är en tvåvingeart som först beskrevs av Lamb 1937.  Lasiopleura gregalis ingår i släktet Lasiopleura och familjen fritflugor. Inga underarter finns listade i Catalogue of Life.